# Amphetamine Reptile Records
Amphetamine Reptile Records (ou AmRep) é uma gravadora nacionalmente renomada que foi fundada em 1986 pelo fuzileiro naval dos Estados Unidos Tom Hazelmyer em Washington, EUA.

## Artistas
| - Bailter Space - Boredoms - Boss Hog - Brainiac - Bush Pig - Calvin Krime - Casus Belli - Chokebore - Chrome Cranks - Cosmic Psychos - The Cows - Dwarves - Feedtime - Fetish 69 - Freedom Fighters - Gas Huffer - Gaunt - Gear Jammer - Gnomes of Zurich - God Bullies - godheadSilo - Guzzard - Halo of Flies | - Halo of Kitten - Hammerhead - Hedonists - Helios Creed - Helmet - Heroine Sheiks - Janitor Joe - Jawbox - Jonestown - Killdozer - King Snake Roost - Lollipop - Lonely Moans - Love 666 - lowercase - Lubricated Goat - Mama Tick - Mog Stunt Team - Mudhoney - Nashville Pussy - Party Diktator - Pogo the Clown - Powers that Be | - S.W.A.T. - Servotron - Silver Salute - Snivlem - Steel Pole Bathtub - Surgery - Superchunk - Supernova - Tad - Tar - The Cows - The Jesus Lizard - The Melvins - Thee Headcoats - Thee Mighty Ceasars - The Thrown Ups - The U-Men - The Urinals - Today Is the Day - Unsane - Whopping Big Naughty - X |